# Richard Eckl
Richard Eckl, nemški general in vojaški zdravnik, * 28. julij 1886, † 8. april 1959.

## Življenjepis
Pred pričetkom druge svetovne vojne je bil divizijski zdravnik 27. pehotne divizije (1938–1939), nato pa je postal korpusni zdravnik 27. armadnega korpusa (1939–1941), 49. armadnega korpusa (1941) in 11. armadnega korpusa (1941–1942). 
Pozneje je bil glavni medicinski častnik pri poveljniku Srbije (1942–1943) in pri poveljniku Danske (1943–1945).